# Woodridge (Queensland)
Woodridge is een plaats in de Australische deelstaat Queensland en telt 11.899 inwoners (2006).